# روزگار سپری‌شده
روزگار سپری‌شده (آلمانی: Erloschene Zeiten؛ ‏لهستانی: Wygasłe czasy) یک فیلم مستند آلمانی به کارگردانی کشیشتف زانوسی است که در سال ۱۹۸۷ منتشر شد. از بازیگران این فیلم می‌توان به متیو کریر و مایا کوموروفسکا اشاره کرد.